# Saint-Pol-de-Léon
Saint-Pol-de-Léon is een gemeente in het noorden van Bretagne, aan Het Kanaal. Saint-Pol-de-Léon telde op 1 januari 2022 6.841 inwoners.
De stad ligt in het historische Land van Léon, dat het noordwesten van het departement Finistère omvatte. Van de 6e eeuw tot de Franse Revolutie was de stad de zetel van het bisdom Léon.
Er ligt station Saint-Pol-de-Léon.

## Geschiedenis
Het bisdom zou in de 6e eeuw gesticht zijn door de legendarische heilige Paulinus Aurelianus, die afkomstig was van de Britse eilanden. In die periode vestigden zich Bretonnen van over Het Kanaal in Bretagne. Zij waren al gekerstend en stichtten bisdommen. Het bisdom Léon omvatte het noordelijk deel van Finistère. In de 13e eeuw werd de gotische kathedraal gebouwd op de plaats van een oudere, romaanse kerk. Tot de Franse Revolutie draaide het leven in Saint-Pol voornamelijk rond de bisschopszetel. Er waren een priesterseminarie (1679) en een karmelietenklooster. Er was ook een vissershaven die in de 18e eeuw haar hoogtepunt bereikte. Na de afschaffing van het bisdom bij het Concordaat van 1801 ging het economisch en cultureel bergaf met de stad. Gustave Flaubert noemde Saint-Pol in 1847 een dode stad.
Daar kwam verandering in met de komst van de spoorweg (1883). Saint-Pol werd een belangrijke marktplaats voor groenten. Vanuit de haven werden groenten ook geëxporteerd en de stad kreeg zelfs de bijnaam van wereldhoofdstad van de artisjok, mede dankzij de variëteit Prince de Bretagne die er werd gekweekt.

## Geografie
De oppervlakte van Saint-Pol-de-Léon bedroeg op 1 januari 2022 23,43 vierkante kilometer; de bevolkingsdichtheid was toen 292 inwoners per km².
Saint-Pol-de-Léon ligt aan de Baai van Morlaix. De Baai van Pempoul vormt de haven van de stad.

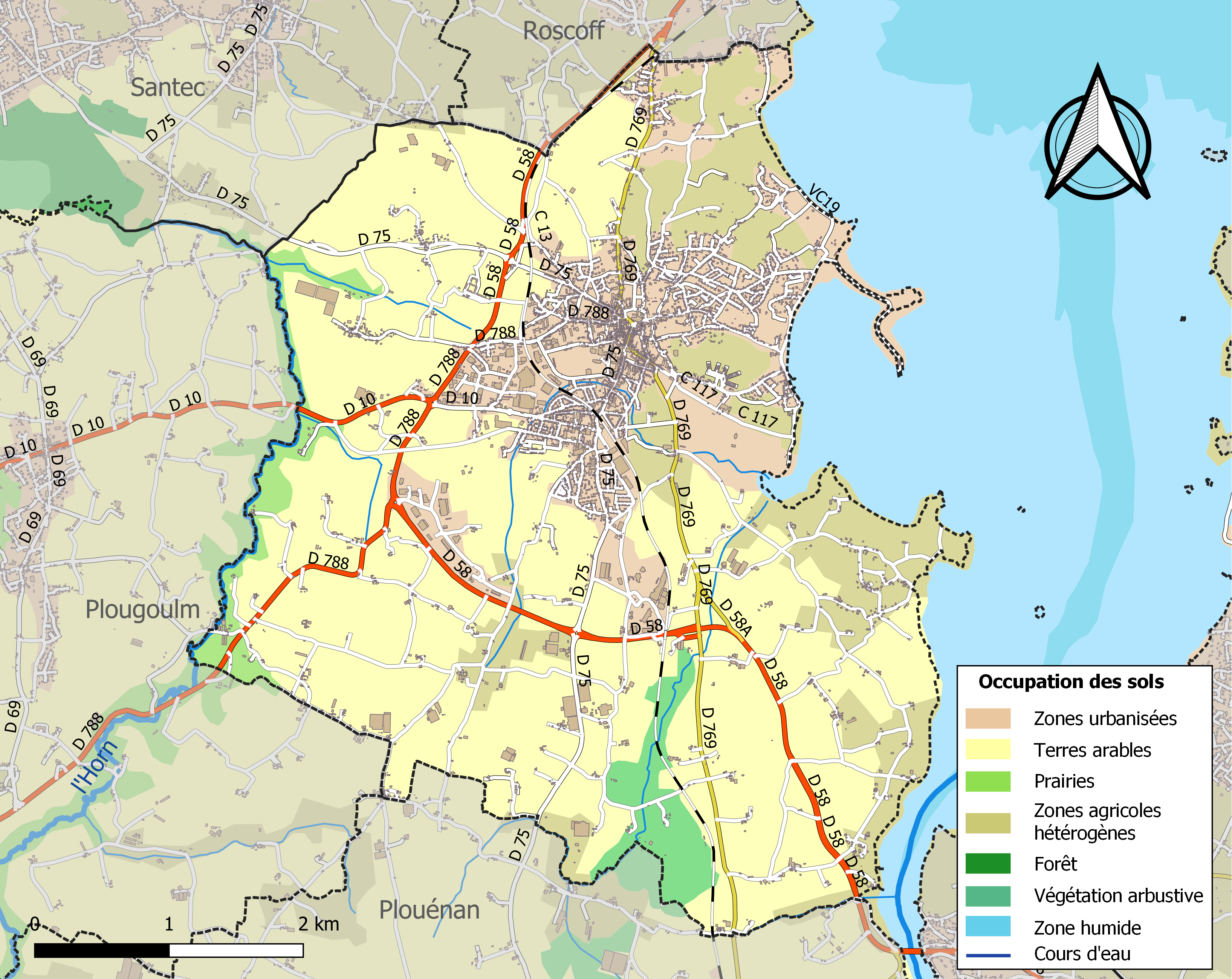
Kaart van de gemeente met belangrijkste infrastructuur, bodemgebruik en omliggende gemeenten

## Demografie
Onderstaande figuur toont het verloop van het inwonertal, bron: INSEE-tellingen.

## Sport
Saint-Pol-de-Léon was één keer etappeplaats in de wielerkoers Ronde van Frankrijk. In 1974 won de Italiaan Ercole Gualazzini er de rit.

## Afbeeldingen

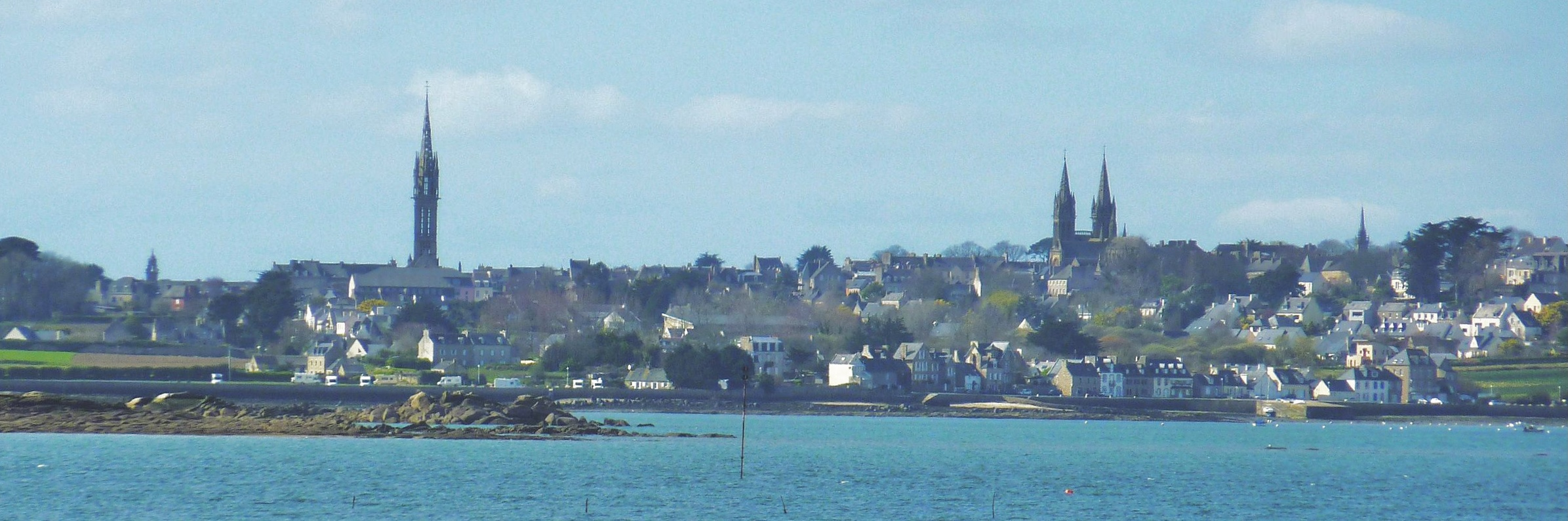
Gezicht op Saint-Pol-de-Léon
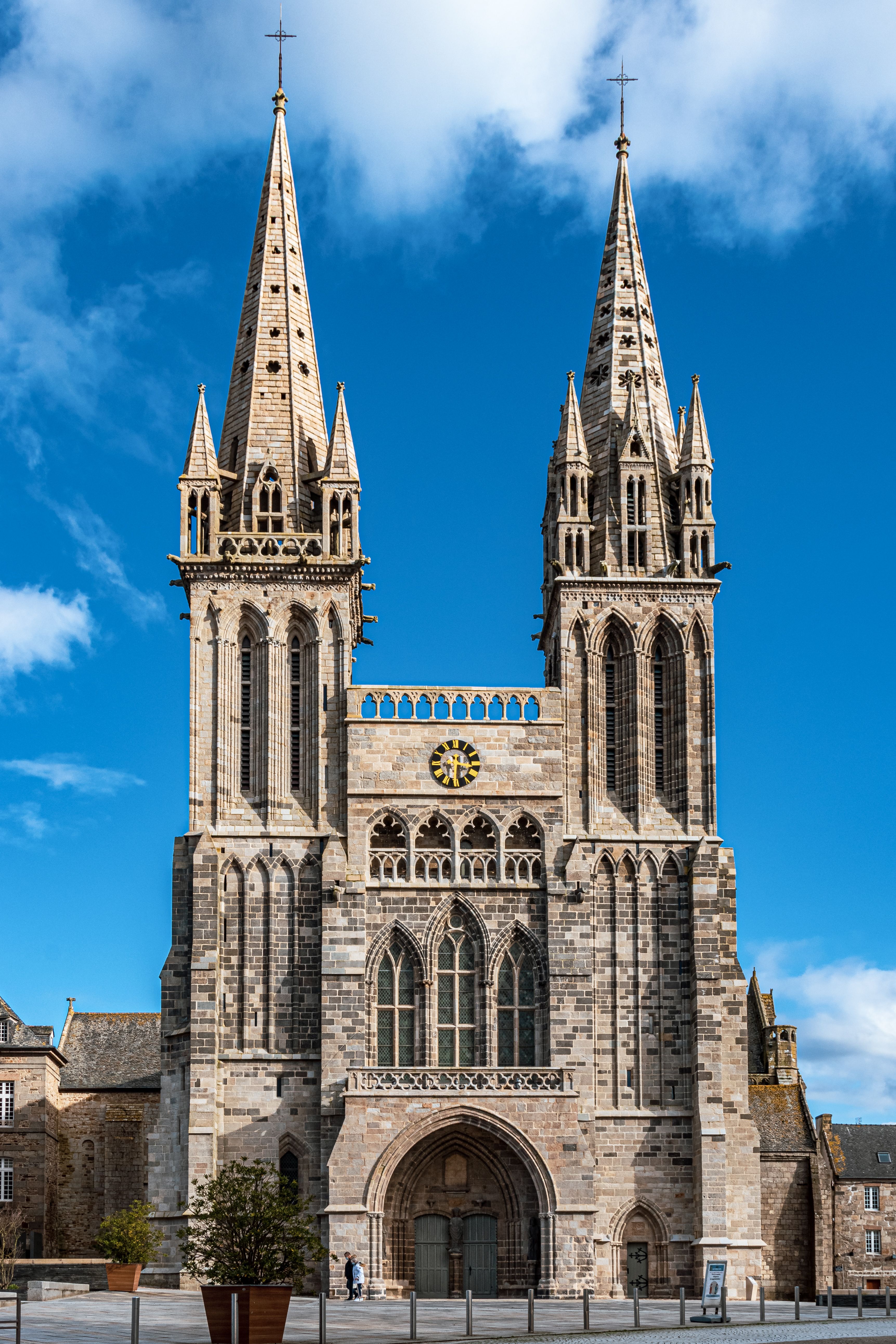
Cathédrale Saint-Paul-Aurélien
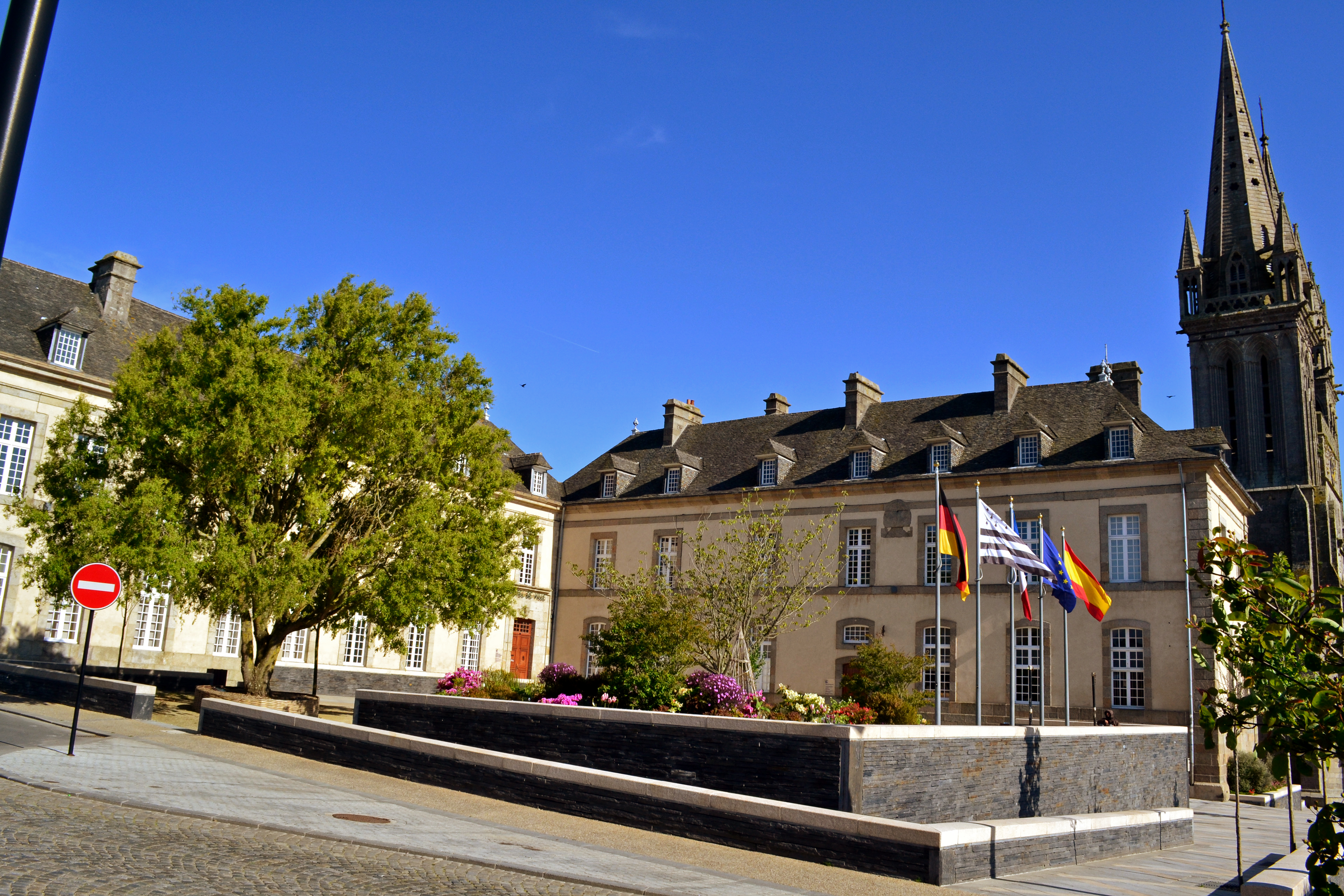
Gemeentehuis
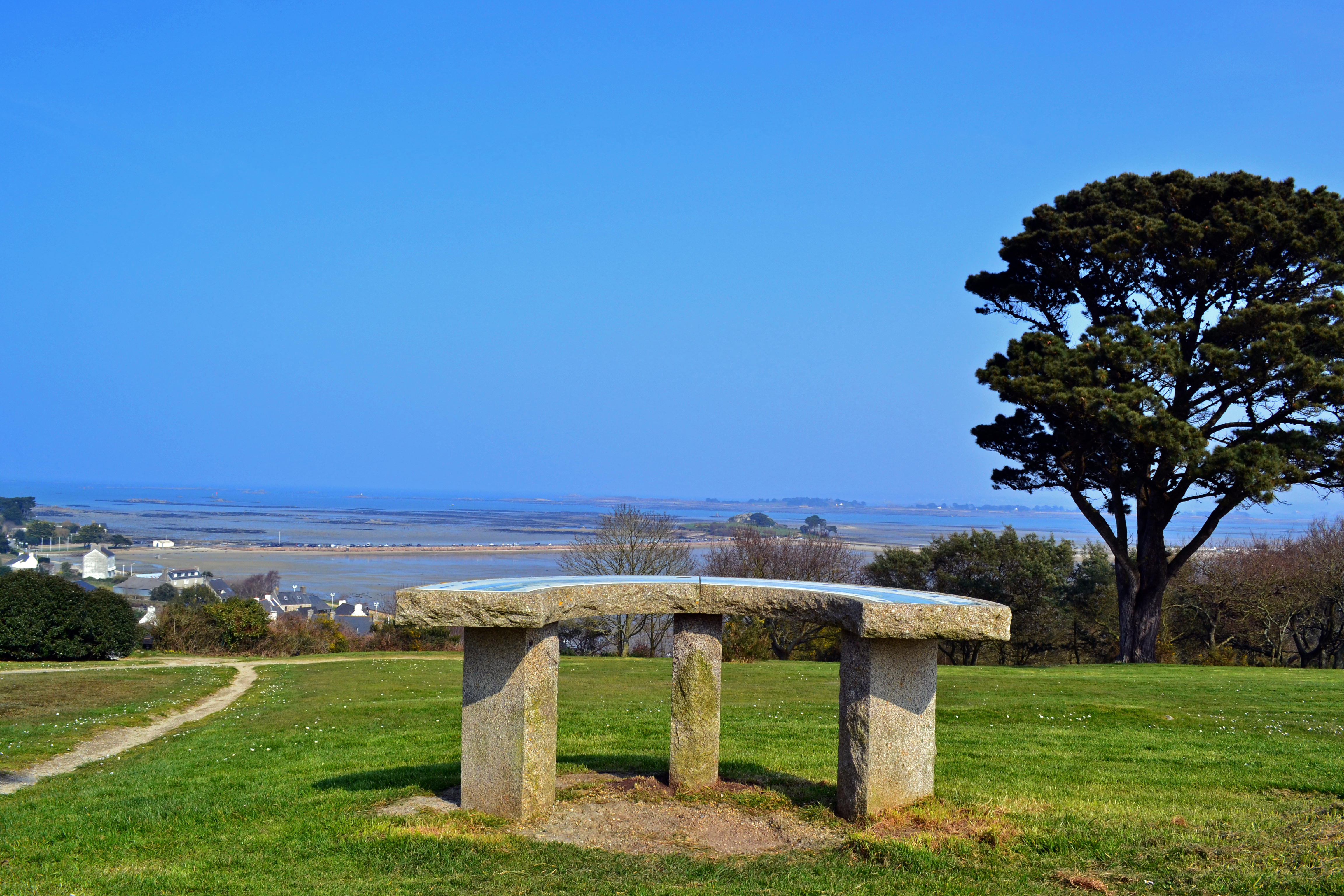
Gezicht op de Baai van Morlaix

## Geboren
- Juan Guas (1430-1496), Spaans architect en beeldhouwer van Bretonse afkomst

## Stedenband
- Benicarló 2012
- Vechta 2008